# Kurt Hilscher
Kurt Hilscher (geboren 15. Mai 1904 in Dresden; gestorben 31. Oktober 1980 in Berlin) war ein deutscher Gebrauchsgrafiker und Werbedesigner.

## Leben
Nach einer kaufmännischen Lehre studierte Hilscher von 1924 bis 1926 an der Dresdner Akademie der bildenden Künste bei Max Frey und Paul Ernst Herrmann und ab 1926 bei Franz von Stuck in München. In München schuf er Aquarelle, betätigte sich als Illustrator für die deutschsprachige Satire-Zeitschrift Die Lustigen Blätter, sowie für die Kunst- und Literaturzeitschrift Die Jugend und entwarf Dekorationen und Kostüme für das Deutsche Theater und Bavaria Film.

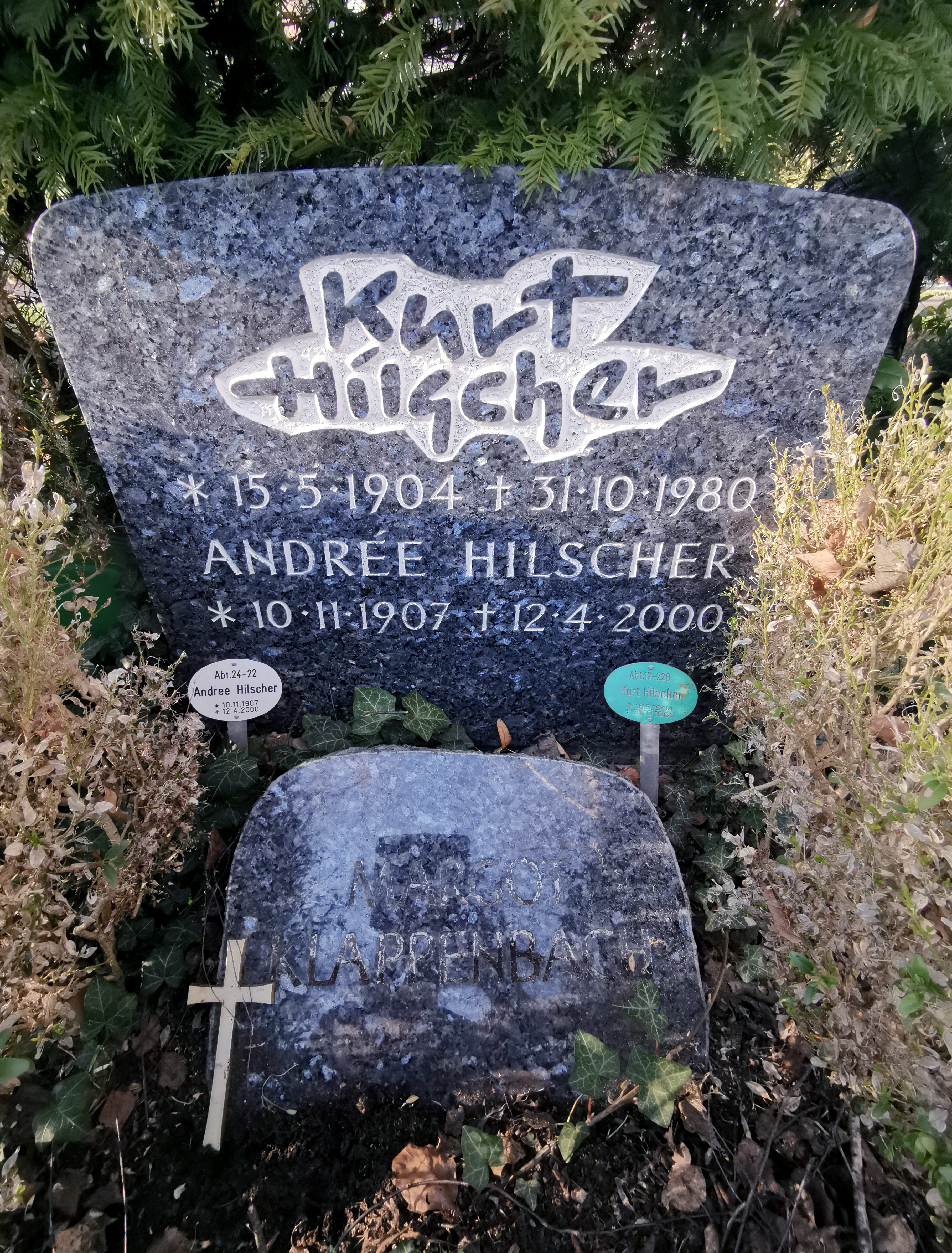
Grab auf dem Friedhof Schöneberg III

Nach einem Aufenthalt in Rom für die Filmgesellschaft, lebte und arbeitete er als selbständiger Grafiker von 1927 bis 1934 in Paris, beeinflusst von Künstlern wie Ludwig Hohlwein und den Art-déco-Grafikern Jean Carlu, Charles Loupot, Paul Colin und A. M. Cassandre. In Paris erhielt er unter anderem Aufträge vom renommierten Revuetheater Folies Bergère. Er schuf Plakate für das französische Kolonialministerium und illustrierte den Führer der „Exposition Coloniale Internationale“ in Paris von 1931. Im 2. Weltkrieg war er zur Truppenbetreuung in Polen eingesetzt, wo er Plakate und Programmhefte für das Fronttheater gestaltete. Von 1943 bis 1946 lebte er mit seiner Familie in Radebeul. Dort war er 1945 mit dreizehn Arbeiten auf der „Ersten Kunstausstellung Radebeuler Künstler“ vertreten. Hilscher zog dann nach Berlin-Wilmersdorf. Dort erhielt er Aufträge zur Gestaltung von Plakaten des Varieté-Theaters Friedrichstadt-Palast und des Metropol-Theaters im sowjetischen Sektor.
1950 gewann er den ersten Preis für das beste Filmplakat der Nachkriegszeit für den Film „Eine Nacht im Séparée“. In der Zeit von 1949 bis 1978 lieferte er unter anderem Entwürfe für die Firma „Leichner Kosmetik“, für die Kosmetikfirma „Farina“ (gegründet 1709 und Hersteller des Kölnisch Wassers), für Musikverlage, für Siemens, AEG, die „Nord-West-Papierwerke“ von Karl Götze und für „Paicos Zigaretten“ in Berlin.
Seine letzte Ruhe fand Hilscher auf dem Friedhof Schöneberg III in der Stubenrauchstraße in Berlin-Friedenau (Abteilung 24, Nummer 22).